# Veronika Voráčková
Veronika Voráčková (České Budějovice, 21 giugno 1999) è una cestista ceca.

## Carriera
Con la Rep. Ceca ha disputato tre edizioni dei Campionati europei (2017, 2019, 2021).